# Tyloptera taracta
Tyloptera taracta är en fjärilsart som beskrevs av Louis Beethoven Prout 1958. Tyloptera taracta ingår i släktet Tyloptera och familjen mätare. Inga underarter finns listade i Catalogue of Life.